# Antonina Houbraken
Antonina Houbraken (31. května 1686, Dordrecht – 12. prosince 1736, Amsterdam) byla nizozemská ilustrátorka a rytkyně. Roku 1723 se provdala za Amsterodamského zlatníka a kresliče Jacoba Stellingwerfa (1667–1727).

## Dílo
- Topografické kresby a portréty v archivu města Amsterodam.[2]